# Sphagnum novo-zelandicum
Sphagnum novo-zelandicum är en bladmossart som beskrevs av Mitten 1859. Sphagnum novo-zelandicum ingår i släktet vitmossor, och familjen Sphagnaceae. Inga underarter finns listade i Catalogue of Life.